# Hilding Johansson (politiker)
Karl Hilding Johansson (i riksdagen kallad Johansson i Trollhättan), född 2 februari 1915 i Trollhättan i Älvsborgs län, död där 15 juli 1994, var en svensk socialdemokratisk politiker och nykterhetsman.
Johansson arbetade som folkskollärare 1946-1953 och doktorerade med avhandlingen Den svenska godtemplarrörelsen och samhället 1947. Han tillhörde SAP:s partistyrelse 1956-1984 och satt i riksdagen 1961-1982 (fram till 1970 i andra kammaren). Under åren 1967-1972 var han ledamot av grundlagsberedningen, och efter det var han 1972-1976 ordförande i konstitutionsutskottet (och därefter vice ordförande 1976-1982). Han var även politiker i Trollhättan och Älvsborgs läns landsting, och aktiv inom Sveriges Godtemplares Ungdomsförbund, bl.a. som förbundsordförande, och sedermera IOGT, bl.a. i IOGT:s Verkställande Råd.
Utöver sin doktorsavhandling gav han bl.a. ut Folkrörelserna och det demokratiska statsskicket i Sverige (1952) och Det demokratiska välfärdssamhället (1960). Postumt utkom hans självbiografi, Memoarer - demokrati och politik (2013), sammanställd av hans anteckningar av hans hustru Ulla.